# 小行星9837
小行星9837（英語：9837 Jerryhorow）是一颗围绕太阳公转的小行星。1986年1月12日，I. K. Horowitz在可可尼诺县发现了此天体。
这颗小行星的绝对星等为62.47695912240295等。